# Cherry (Illinois)
Cherry es una villa situada en el condado de Bureau, Illinois, Estados Unidos. Tiene una población estimada, a mediados de 2023, de 429 habitantes.

## Geografía
La localidad está ubicada en las coordenadas 41°25′41″N 89°12′48″O / 41.42806, -89.21333 (41.428141, -89.213239). Según la Oficina del Censo, tiene una superficie de 1.37 km², correspondientes en su totalidad a tierra firme.

## Demografía
Según el censo de 2020, en ese momento había 435 personas residiendo en la localidad. La densidad de población era de 320 hab./km². El 95.86% de los habitantes eran blancos, el 0.46% eran afroamericanos, el 1.15% eran asiáticos, el 0.69% eran de otras razas y el 1.84% eran de una mezcla de razas. Del total de la población, el 5.06% eran hispanos o latinos de cualquier raza.